# Pimpernelsmalsnuitje
Het pimpernelsmalsnuitje (Eupoecilia sanguisorbana) is een vlinder uit de familie bladrollers (Tortricidae). De wetenschappelijke naam is voor het eerst geldig gepubliceerd in 1856 door Herrich-Schäffer.
De soort komt voor in Europa.